# Brayton (Yorkshire du Nord)
Pour les articles homonymes, voir Brayton.
Brayton est un village et une paroisse civile du Yorkshire du Nord, en Angleterre.